# PT-76
Il PT-76 è un carro armato leggero anfibio di produzione sovietica.

## Caratteristiche
Sviluppato subito dopo la Seconda guerra mondiale, entrò in servizio nel 1950 e fino alla fine degli anni sessanta ne furono realizzati circa 7.000. Vi fu un periodo in cui tutte le divisioni corazzate e meccanizzate russe disponevano di un plotone esplorante composto da cinque di questi carri. Inoltre era il mezzo cardine della fanteria di marina, che ancora oggi ne utilizza un piccolo numero. L'equipaggio è composto da tre militari che accedono all'interno tramite il portello del pilota e un portellone di grosse dimensioni nel cielo della torretta troncoconica.
Per la marcia in acqua dispone di due idrogetti che garantiscono una velocità di 10 km/h. Su strada la velocità massima è di soli 44 km/h, pochi per un mezzo che pesa appena 14 t. Per la marcia in acqua viene ribaltata una piastra frangiflutti anteriore. Il propulsore, situato posteriormente, in pratica è una versione ridotta di quello del T-54, vale a dire un diesel V6 in grado di fornire 240 HP. La protezione in acciaio è molto leggera, facendo riscontrare appena 20 mm nella parte frontale dello scafo e 16 mm in quella anteriore della torretta.
L'armamento comprende un pezzo D-56 T da 76/42 mm, che con proiettili HVAP ha una velocità alla bocca di 965 m/s, e una capacità perforante di appena 60 mm di acciaio. Il proiettile HEAT perfora fino a 120 mm di acciaio. Le prime versioni avevano un freno di bocca multiforo, mentre le successive ne hanno adottato uno a quattro luci con evacuatore di fumi. Abbinata al cannone vi è una mitragliatrice da 7,62 mm. Questo mezzo è stato alla base di molti sviluppi, essendo stato il suo scafo utilizzato per il trasporto truppa BTR-50, per il veicolo lanciatore del missile terra-terra Luna e per il semovente antiaereo ZSU-23-4 Shilka.

## Impiego operativo
Il PT-76 è stato utilizzato in combattimento nei vari conflitti in Medio Oriente, nella guerra Iran-Iraq, dai nordvietnamiti durante la Guerra del Vietnam, dai sovietici in Afghanistan, dai combattenti della Guinea-Bissau durante la guerra coloniale portoghese, dall'India contro il Pakistan nella guerra indo-pakistana del 1971, dal FRELIMO contro la RENAMO in Mozambico, dal Nicaragua e, infine, nei combattimenti nella ex Jugoslavia, tra le file serbe e croate. La Cina ha sviluppato un mezzo con scafo simile ma torretta completamente ridisegnata, vale a dire il Type 63.
Mezzo interessante al suo apparire, oggi il PT-76 è sorpassato, in particolare per quanto riguarda l'armamento e la protezione. Rimane diffuso in quanto è semplice da mantenere e non ha alternative in certi campi.